# Szreniawa (Fluss)
Die Szreniawa ist ein linker Zufluss der Weichsel in Polen. Sie entspringt bei Wolbrom in der Höhe von Olkusz im Krakau-Tschenstochauer Hochland und verläuft in ostsüdöstlicher Richtung bis zur Mündung in die Weichsel bei Sokolowice. Die Gesamtlänge von der Quelle bis zur Mündung beträgt 79,8 km. Ihr Einzugsgebiet wird mit 706 km² angegeben.